# Providence River (Dominica)
Der Providence River ist ein Fluss im Westen von Dominica im Parish Saint Paul.

## Geographie
Der Providence River ist ein Zufluss des Boeri River. Er entspringt am westlichen Hang des Morne Macaque im selben Sattel, in dem auch der Boeri Lake liegt. Die sichtbaren Abflüsse des Sees verlaufen allerdings nach Osten im Clarke’s River. 
Der Fluss verläuft nach Westen und erhält bei Providence Estate Zufluss von links und Westen durch den Morne Paix Bouche River der ebenfalls im Morne Macaque entspringt. Nach etwa einem weiteren Kilometer mündet der Fluss nördlich von Springhill Estate von links und Westen in den Boeri River.
Der Fluss bildet teilweise die Grenze zwischen den Parishes Saint Paul und Saint George.